# Miyako Nara
Tetsuko Wada (和田 鐵子 Wada Tetsuko?), más conocida como Miyako Nara (奈良美也子 Nara Miyako?, Kanazawa, 1 de enero de 1907 – Kamifukuoka, 13 de diciembre de 2000), fue una cantante y actriz de teatro japonesa, más reconocida como la estrella principal de la Takarazuka Girls' Revue Company, puesto que ocupó de 1931 a 1936. Su nombre artístico procede de Ogura Hyakunin Isshu, o Cien poetas, cien poemas.

## Biografía
Su verdadero nombre era Tetsuko Wada (和田 鐵子 Wada Tetsuko)y también usó los seudónimos Rokuya Hanayagi (花柳禄也 Hanayagi Rokuya).Mientras usó el seudónimo de Hanayagi, se cambió su apellido a Kanai (金井).
En 1919, después de graduarse en la Escuela Primaria Tennoji Daiichi (ahora Escuela Primaria Municipal Tennoji de Osaka), ingresó en la Escuela de Música y Ópera de Takarazuka (ahora Escuela de Música de Takarazuka) como miembro de la novena generación de la Takarazuka Revue Company y se unió a la Takarazuka Girls' Revue Company (actualmente conocida como la Takarazuka Revue Company). En aquella época, la escuela y la compañía de teatro no estaban separadas, por lo que «inscribirse significaba ingresar en la compañía».
En marzo de 1920, hizo su debut en el teatro en la vigesimoquinta representación de Dokunohanazono (El jardín de los venenos). En febrero de 1922, apareció como Hainritsuhi (Heinrich) en la ópera de cuento de hadas Mahō no ningyō (La muñeca mágica). En noviembre de ese mismo año, apareció en la ópera Kamadohime donde interpretaba el papel masculino del alfarero.  En abril de 1923 apareció como Ōkuninushi en el drama infantil, Sukunabikona. También ese mismo mes, apareció como Jacob en la ópera «Muerte de Amina». En 1931 se convirtió en la líder de las Takarazuka, en 1936 se retiró como líder de las Takarazuka y en 1939 abandonó la compañía.
Murió el 13 de diciembre de 2000,  a los 93 años de edad a causa de un infarto cerebral. En 2014, fue incluida en el Salón de la Fama como uno de los primeros 100 miembros del Takarazuka Revue Hall, que se estableció para conmemorar el centenario de la Takarazuka Revue.